# فرودگاه اولد فورگ
فرودگاه اولد فورگ (به انگلیسی: Old Forge Airport) یک فرودگاه خصوصی است که یک باند فرود چمن دارد و طول باند آن ۹۷۵ متر است. این فرودگاه در شهر اولد فورگ، نیویورک کشور ایالات متحده آمریکا قرار دارد و در ارتفاع ۵۳۴ متری از سطح دریا واقع شده است.